# Chandler Stephenson
Chandler Stephenson (* 22. April 1994 in Saskatoon, Saskatchewan) ist ein kanadischer Eishockeyspieler, der seit Juli 2024 bei den Seattle Kraken aus der National Hockey League unter Vertrag steht. Zuvor verbrachte er über fünf Jahre in der Organisation der Washington Capitals, mit denen er in den Playoffs 2018 den Stanley Cup gewann. Diesen Erfolg wiederholte er 2023 mit den Vegas Golden Knights, für die er ebenfalls fünf Saisons lang auflief.

## Karriere
Chandler Stephenson spielte in seiner Jugend unter anderem für die Saskatoon Blazers und die Saskatoon Contacts in seiner Heimatstadt, bevor er zur Saison 2010/11 zu den Regina Pats in die Western Hockey League (WHL) wechselte, die ihn 2009 im WHL Bantam Draft an fünfter Position ausgewählt hatten. Während seines ersten WHL-Jahres sammelte er erste Erfahrungen auf internationalem Niveau, als er mit dem Team Canada West an der World U-17 Hockey Challenge 2011 teilnahm und dort mit der Mannschaft den sechsten Platz belegte. In der Saison 2011/12 steigerte er seine persönliche Leistung bei den Pats auf 22 Tore und 20 Vorlagen in 55 Spielen, sodass er zum CHL Top Prospects Game eingeladen und im folgenden NHL Entry Draft 2012 an 77. Position von den Washington Capitals berücksichtigt wurde. Allerdings kehrte der Angreifer vorerst für zwei weitere Jahre nach Regina zurück, wobei ihm mit 89 Scorerpunkten in 69 Spielen der Saison 2013/14 eine deutliche Leistungssteigerung gelang, infolge derer er auch ins Second All-Star Team der Eastern Conference berufen wurde.
Anschließend unterzeichnete Stephenson im April 2014 einen Einstiegsvertrag bei den Capitals, die ihn anschließend bei ihrem Farmteam, den Hershey Bears, in der American Hockey League (AHL) einsetzten. Sein Debüt in der National Hockey League (NHL) gab der Kanadier im Oktober 2015, dem acht weitere Einsätze folgten, bevor er jedoch knapp einen Monat später zurück in die AHL beordert wurde. Dort erreichte er mit den Bears am Saisonende das Finale um den Calder Cup, unterlag dort allerdings den Lake Erie Monsters. Von vier NHL-Spielen abgesehen verbrachte Stephenson auch die Spielzeit 2016/17 größtenteils in Hershey, wobei er seine persönliche Statistik abermals steigerte und in 72 Spielen 38 Punkte erzielte. In der Folge unterzeichnete er im Juni 2017 einen neuen Zweijahresvertrag in Washington, bevor er sich wenige Spiele nach Beginn der Saison 2017/18 im NHL-Aufgebot der Capitals etablierte. Am Ende der Saison errang er mit dem Team prompt den Stanley Cup.
Nach über fünf Jahren in Washington wurde Stephenson im Dezember 2019 an die Vegas Golden Knights abgegeben, während die Capitals ein Fünftrunden-Wahlrecht für den NHL Entry Draft 2021 erhielten. Im Trikot der Golden Knights verzeichnete der Angreifer in der Saison 2021/22 mit 64 Punkten aus 79 Partien seine bisher mit Abstand beste Karrierestatistik. Diese Leistungssteigerung bestätigte er im Folgejahr, wobei er in den Playoffs 2023 mit 20 Punkten aus 23 Partien maßgeblichen Anteil an seinem zweiten Stanley-Cup-Gewinn hatte, dem ersten in der noch jungen Franchise-Geschichte der Golden Knights.
Nach fünf Jahren in Las Vegas wechselte der Kanadier im Juli 2024 als Free Agent zu den Seattle Kraken. Dort unterzeichnete er einen neuen Siebenjahresvertrag mit einem durchschnittlichen Jahresgehalt von 6,25 Millionen US-Dollar.

## Erfolge und Auszeichnungen
- 2012 Teilnahme am CHL Top Prospects Game
- 2014 WHL East Second All-Star Team
- 2018 Stanley-Cup-Gewinn mit den Washington Capitals
- 2023 Stanley-Cup-Gewinn mit den Vegas Golden Knights

## Karrierestatistik
Stand: Ende der Saison 2024/25

### International
Vertrat Kanada bei:
- World U-17 Hockey Challenge 2011

(Legende zur Spielerstatistik: Sp oder GP = absolvierte Spiele; T oder G = erzielte Tore; V oder A = erzielte Assists; Pkt oder Pts = erzielte Scorerpunkte; SM oder PIM = erhaltene Strafminuten; +/− = Plus/Minus-Bilanz; PP = erzielte Überzahltore; SH = erzielte Unterzahltore; GW = erzielte Siegtore; 1 Play-downs/Relegation; Kursiv: Statistik nicht vollständig)

## Persönliches
Sein Onkel Bob Stephenson sowie seine Cousins Joe Kocur, Logan Stephenson und Shay Stephenson waren bzw. sind allesamt ebenfalls professionelle Eishockeyspieler.